# Teilungspläne für Oberschlesien

Übersicht der Teilungspläne für Oberschlesien nach dem Plebiszit 1921

Als Teilungspläne für Oberschlesien werden die verschiedenen Vorschläge zur Teilung der preußischen Provinz Oberschlesien nach der Volksabstimmung in Oberschlesien vom 21. März 1921 bezeichnet. Bei diesem gemäß Versailler Vertrag abgehaltenen Plebiszit unter der Kontrolle einer Interalliierten Regierungs- und Plebiszitskommission ging es um die Frage, welche Teile Oberschlesiens an das wiederbegründete Polen angegliedert und welche bei Deutschland verbleiben sollten.
Insgesamt wurden acht Teilungsvorschläge für die Region vorgebracht, die auch zeitgenössisch bereits nach ihren jeweiligen Urhebern benannt wurden. In der zeitlichen Reihenfolge ihrer Formulierung waren dies: die Korfanty-Linie, die Le-Rond-Linie, die Percival-de-Marinis-Linie (seltener auch: De-Marinis-Percival-Linie), sowie die beiden Sforza-Linien. Weiterhin brachten die französische und die britische Delegation bei der Pariser Friedenskonferenz jeweils überarbeitete Versionen der Le-Rond beziehungsweise der Percival-de-Marinis-Linie ein. Zuletzt entwickelte der Völkerbund einen eigenen Teilungsvorschlag.
Die deutsche Reichsregierung stellte nach dem Plebiszit die Forderung nach einem vollständigen Verbleib des Gebiets bei Deutschland, jedoch in dem Wissen, dass diese Maximalforderung von den in der Interalliierten Kommission vertretenen Staaten Frankreich, Großbritannien und Italien keinesfalls akzeptiert werden würde. Nach schwierigen Verhandlungen wurde schließlich am 20. Oktober 1921 von der Pariser Botschafterkonferenz der Teilungsvorschlag der Völkerbundkommission angenommen, der sich an die beiden Vorschläge von Sforza anlehnte. In Deutschland führte der Beschluss am Folgetag zum Rücktritt der Regierung.
Die tatsächliche Teilung Oberschlesiens wurde Mitte Juli 1922 vollzogen, nachdem Deutschland und Polen zuvor alle offenen Fragen in einem entsprechenden Abkommen miteinander geregelt hatten, das zum 15. Mai 1922 in Kraft trat.

## Die Teilungsvorschläge

### Korfanty-Linie
Die Korfanty-Linie ist nach Wojciech Korfanty benannt, der während der Zeit der Volksabstimmung das Amt des polnischen Plebiszit-Kommissars innehatte. Er formulierte den nach ihm benannte Teilungsvorschlag bereits am 22. März 1921, also am Tag nach der Abstimmung, in einer Proklamation. Darin stellt er zunächst fest, dass das Plebiszit ein Erfolg für die polnische Seite sei, da sie zwar nicht die Stimmenmehrheit in ganz Oberschlesien habe erringen können, jedoch in den wertvollsten Teilen. Er fuhr fort mit der Beschreibung, entlang welcher Linie eine Teilung Oberschlesiens aus seiner Sicht vorzunehmen sei: So sollte von Süden nach Norden die künftige Grenze zunächst entlang der Oder verlaufen, bei Leschnitz nach Westen abbiegen und in einem weiten Bogen hinter Proskau wieder nach zurückkehren, schließlich zumeist entlang der Kreisgrenze von Rosenberg und Lublinitz nach Norden bis zur polnischen Grenze bei Krzepice verlaufen. Dieser Vorschlag sah die flächenmäßig größte Abtretung an Polen vor. Es wären etwa 59 % der Fläche sowie etwa 70 % der Bevölkerung des Abstimmungsgebiets zu Polen gekommen, inklusive des gesamten oberschlesischen Industriegebiets und der großen Städte im Osten, in denen eine große Mehrheit der Abstimmenden sich für einen Verbleib bei Deutschland ausgesprochen hatte.

### Le-Rond-Linie
Die Le-Rond-Linie ist nach Henri Le Rond benannt, dem französischen Vorsitzenden der Interalliierten Kommission in Oberschlesien. In der Zeit nach dem Ersten Weltkrieg unterstützte Frankreich nachdrücklich die polnische Forderungen nach einer Angliederung Oberschlesien (beziehungsweise des Oberschlesisches Industriegebiets), da es insgesamt an einem möglichst starken Polen interessiert war, als Gegengewicht sowohl zum Deutschen Reich als auch zu Sowjetrusslands. Die Interalliierte Kommission beschäftigte sich erst im April 1921 mit konkreten Teilungsplänen. Dabei griff die französische Seite den polnischen Vorschlag auf und schwächte diesen zugunsten der deutschen Seite ab. Die sogenannte Le-Rond-Linie entsprach im Süden dem polnischen Vorschlag und verlief ebenfalls entlang der Oder, vermiede jedoch beide westlichen Bögen der Korfanty-Linie bei. Sie durchschnitt den Kreis Groß Strehlitz, sodass Gogolin auf der deutschen Seite verbleiben würde, und durchschnitt auch weiter nördlich den Kreis Lublinitz, etwas östlich der Gemeinde Guttentag, die ebenfalls auf der deutschen Seite verbleiben würde. Nördlich näherte sich der französische Vorschlag wieder dem polnischen an, sodass der nordöstlichste Teil des Kreises Rosenberg ebenfalls auf der polnischen Seite läge. Auch beim französischen Vorschlag wären das Industriegebiet und die größten Städte im Osten Oberschlesiens vollständig an Polen gegangen.
Anlässlich der Verhandlungen bei der Pariser Friedenskonferenz im August 1921 legte die französische Delegation eine ab gewandelte Fassung der Le-Rond-Linie vor. Diese war insgesamt deutlich nach Oste verschioben, ließ bereits bei Ostrog auf deutscher Seite und durchschnitt in einer langen Bogen den Kreis Tost-Gleiweitz, um dann den Kreis Lublinitz östlich von Lublinitz zu durchschneiden und bei Zebki auf die polnische Grenze zu stoßen. Allerdings sah dieser abgewandelte Vorschlag auch die zusätzliche Abtretung des südlichen Kreises Leobschütz an die Tschechoslowakei vor. Gleichwohl sah auch dieser Vorschlag die Übertragung des gesamten Industriegebiets an Polen vor.

### Percival-de-Marinis-Linie
Die Percival-de-Marinis-Linie ist nach Harold Percival und Alberto De Marinis benannt, den britischen beziehungsweise italienischen Vertretern in der Interalliierten Kommission für Oberschlesien. Insbesondere die britische Seite hatte in Oberschlesien von Beginn an eine deutlich deutschfreundlichere Haltung als Frankreich vertreten. Einerseits, weil Großbritannien eine französische Dominanz auf europäischen Kontinent fürchtete, aber auch, damit Deutschland durch den Erhalt des oberschlesischen Industriegebiets weiterhin seine Reparationsverpflichtungen aus dem Versailler Vertrag erfüllen konnte. Die italienische Regierung hatte zu Beginn ihrer Mitwirkung in der Interalliierten Kommission keine besondere politische Haltung zu dem deutsch-polnischen Konflikt in Oberschlesien eingenommen, sich im Verlauf der Zeit jedoch zunehmend der britischen Position angenähert. Der britisch-italienische Teilungsvorschlag wurde ebenfalls im April 1921 vorgebracht. Er sah im Wesentlichen die Angliederung der Kreise Rybnik und Pless sowie des östlichsten Teil des Kreises Ratibor vor. Weiterhin würde jeweils kleine Gebietsstücke direkt an der Grenze zu Polen in den Kreisen Tost-Gleiwitz, Hindenburg, Beuthen, Lublinitz und Rosenberg an Polen gehen. Die Percival-de-Marinis-Linie hätte das Industriegebiet und die großen Städte im Osten Oberschlesien nahezu vollständig bei Deutschland belassen, insgesamt wären gut 25 % des Abstimmungsgebiets und etwa 21 % der Bevölkerung zu Polen gekommen.
Auch die britische Delegation erarbeitete im August 1921 eine angepasste Fassung des Vorschlags. Dieser sah eine größere Abtretung des Kreises Lublinitz vor, bei gleichzeitiger Minderung der Abtretung an Polen im Kreis Rybnik. Auch der überarbeitete Vorschlag hätte den Großteil des Industriegebiets bei Deutschland belassen.

### Sforza-Linien
Die Sforza-Linien (meist wird fälschlich in der Einzahl von der Sforza-Linie gesprochen) sind nach dem damaligen italienischen Außenminister Carlo Sforza benannt. Nachdem sich die Interalliierte Kommission in Oberschlesien nicht auf einen der dort diskutierten Teilungsvorschläge einigen konnte, übermittelte diese beide Vorschläge (Le-Rond-Linie und Percival-de-Marinis-Linie) Anfang Mai 1921 an die Pariser Botschafterkonferenz zur Entscheidung. 
In dieser Situation brachte Sforza am 24. Mai 1921 zwei von ihm selbst erarbeitete Varianten eines Teilungsplans ein. Diese sahen die Abtretung aller grenznahen Gebiete in einem weiten Bogen beginnend östlich der Oder bis in den Norden vor, wobei das Industriegebiet durchschnitten werden würde. In der einen Variante (Sforza #1) verblieb ein größerer Teil des Industriegebiets bei Deutschland, jedoch würde dann der Großteil des Kreises Lublinitz sowie ein Teil des Kreises Rosenberg an Polen gehen. In der anderen Variante (Sforza #2) ginge ein größerer Teil des Industriegebiets an Polen, jedoch würde dann nur der östliche Teil des Kreises Lublinitz ebenfalls an Polen gehen.
Der mit keiner anderen Regierung abgestimmte Vorschlag, der zudem dem Vorschlag des italienischen Kommissars der Plebiszitskommission zuwiderlief, wurde mit allgemeiner Ablehnung aufgenommen. Lediglich Polen signalisierte ein gewisse zurückhaltende Unterstützung.

### Vorschlag des Völkerbundes

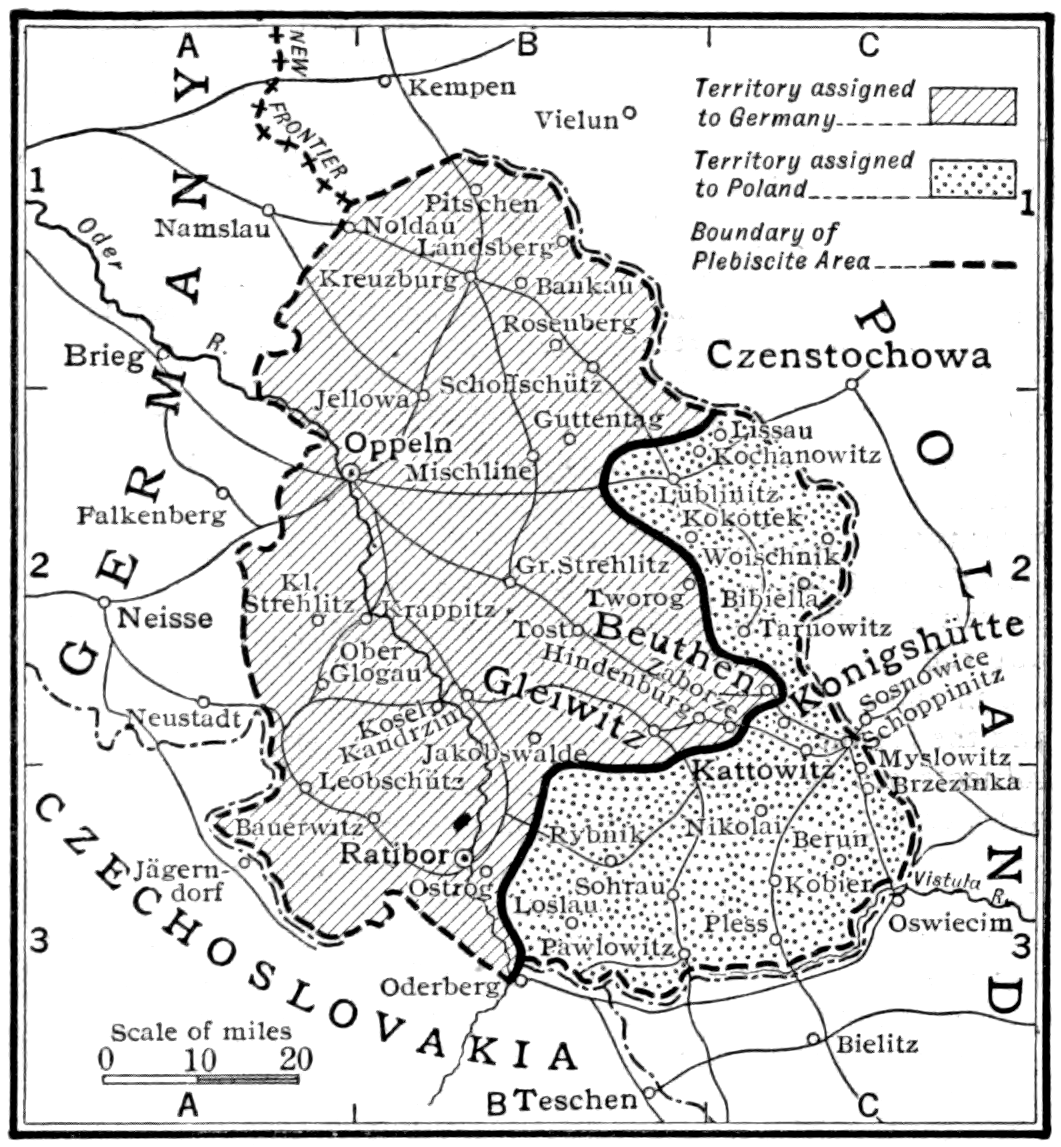
Grenzziehungsvorschlag des Völkerbundes vom Oktober 1921

Nachdem sich zunächst die Botschaftkonferenz auf keinen Vorschlag verständigen konnte, wurden die Verhandlungen am 8./9. August 1921 im Rat der Vier fortgesetzt, jedoch ohne Erfolg. Am 12. August 1921 einigte man sich dort, die Angelegenheit dem Völkerbundrat zur Entscheidung zu übergeben. Dieser wiederum setzte eine Kommission ein, die mit Vertretern aus Japan, Brasilien, China, Spanien und Belgien besetzt war, wobei Japan den Vorsitz führte. Der dort ausgearbeitete Teilungsplan orientierte sich an den beiden Teilungsvorschlägen von Sforza und stellte sozusagen eine Mittellösung dar. Am 12. Oktober 1921 nahm der Völkerbundrat den Vorschlag seiner Kommission an und ergänzte ihn um die Auflage, dass Deutschland und Polen vor seiner Umsetzung alle offenen Fragen in einem bilateralen Staatsvertrag miteinander zu klären hätten. 
Am 20. Oktober 1921 übernahm die Pariser Botschafterkonferenz den Vorschlag des Völkerbunds. Sowohl Deutschland als auch Polen wurde dabei eindringlich versichert, dass dieser Teilungsvorschlag endgültig sei und jeder Versuch der beiden Staaten, eine davon abweichende Teilung Oberschlesiens zu erreiochen, aufs Schärfste sanktioniert werden würde. In der Folge akzeptierten Deutschland und Polen das Ergebnis und nahmen miteinander Verhandlungen über die Regelung der offenen Fragen im Zusammenhang mit der Teilung Oberschlesiens auf. Diese mündeten im Deutsch-Polnischen Abkommen über Oberschlesien, dass am 15. Mai 1922 in Genf unterzeichnet wurde. Die tatsächliche Teilung wurde gemäß dem vom Völkerbund ausgearbeiteten Vorschlag Mitte Juli 1922 vollzogen.

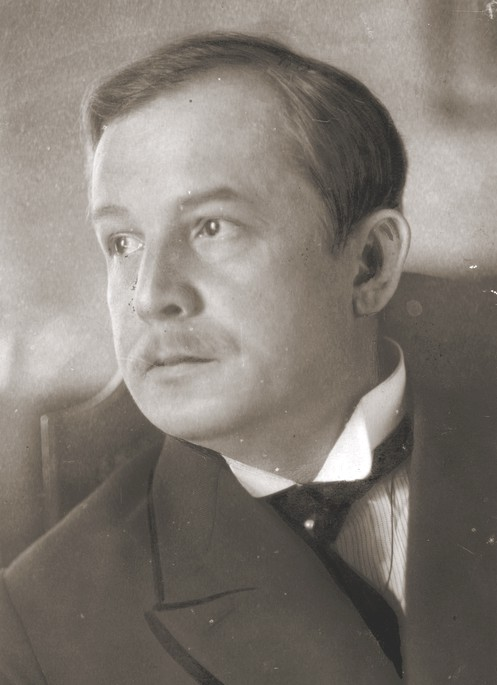
Wojciech Korfanty
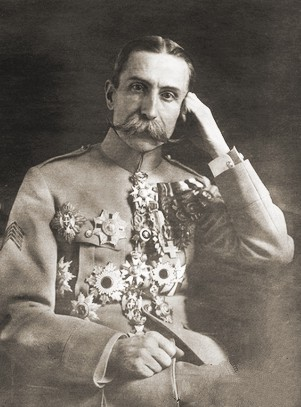
Henri le Rond
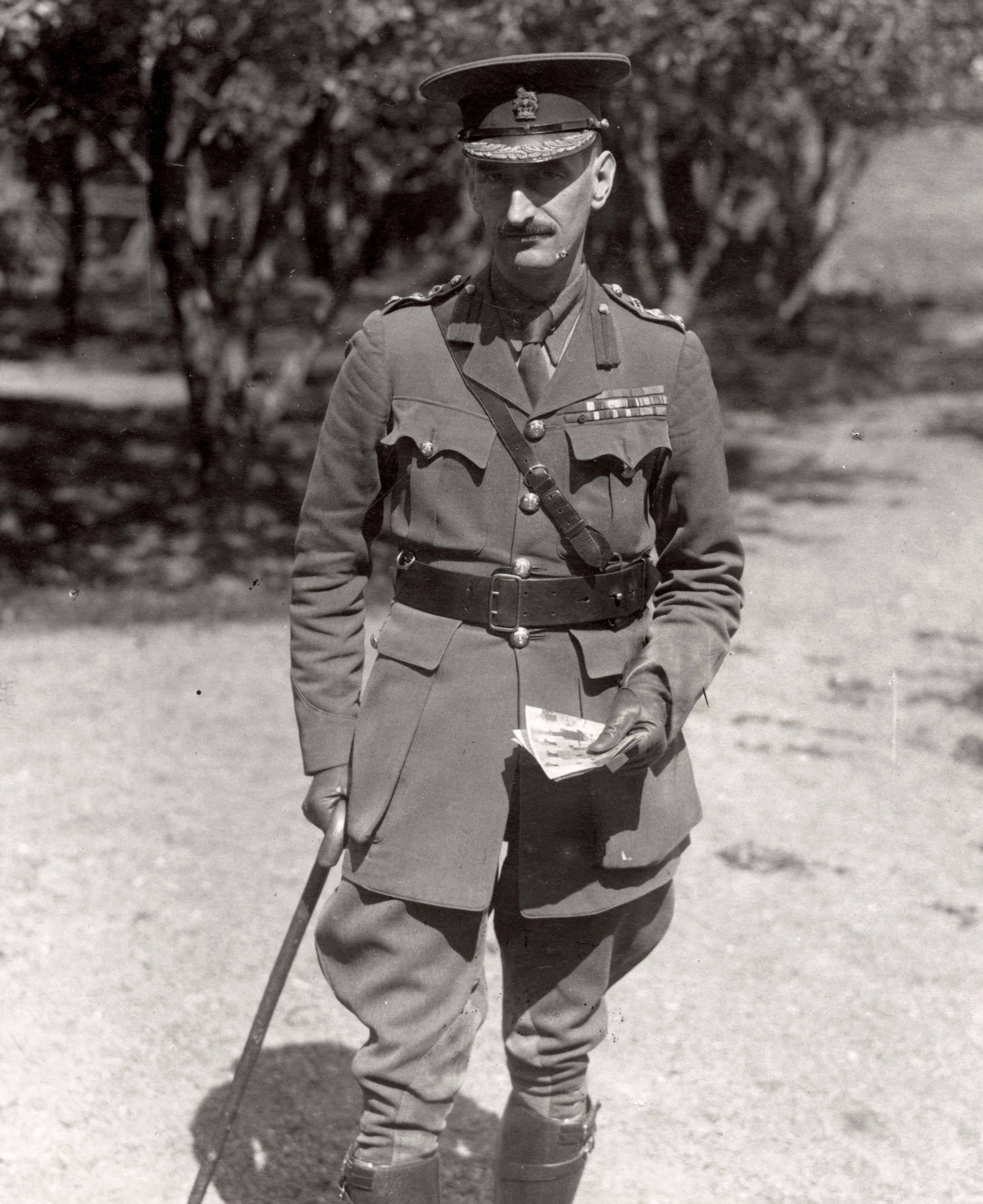
Harold Percival
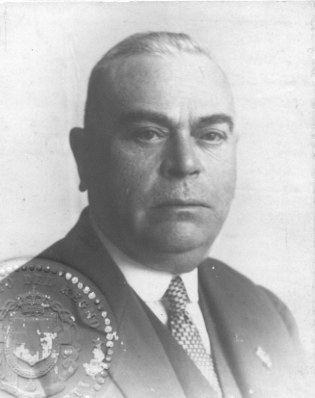
Alberto De Marinis
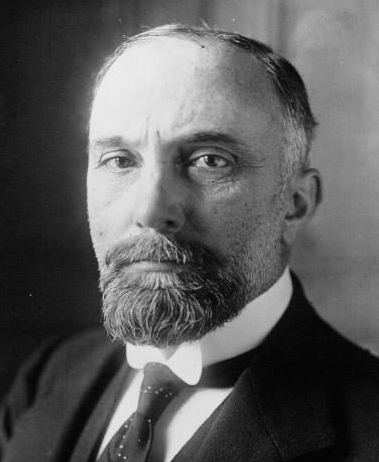
Carlo Sforza